# وصله جنایتکاران (مجموعه تلویزیونی)
وصله جنایتکاران (به انگلیسی: Gang Related) مجموعه تلویزیونی درام اکشن ساخت شبکه فاکس است و پخش آن از تاریخ ۲۲ می ۲۰۱۴ آغاز شد.
در ۲ سپتامبر ۲۰۱۴، شبکه فاکس این مجموعه را کنسِل کرد.

## خلاصه
داستان سریال در مورد گروهی از مأموران برگزیده پلیس ضد گنگستری لس‌آنجلس(LAPD) است که سه نفر از سرکردگان گروه جنایتکاری شهر لس‌آنجلس را دستگیر می‌کنند؛ یکی از این سه نفر یعنی خاویر آکوستا شخصی است که برای نقش اصلی داستان یعنی رایان (که حالا پلیس است) مثل پدر بوده چرا که رایان قبلاً خودش هم عضو همین جنایتکاران بوده است.

### قسمت‌ها
| قسمت | عنوان                     | کارگردان              | نویسنده                | تاریخ اصلی پخش | کُد تولید | میزان بیننده در آمریکا (میلیون) |
| ---- | ------------------------- | --------------------- | ---------------------- | -------------- | -------- | ------------------------------- |
| ۱    | «پایلت»                   | Allen Hughes          | Chris Morgan           | ۲۲ مه ۲۰۱۴     | 1WAZ79   | 2.93                            |
| ۲    | «Sangre por Sangre»       | اعلان‌نشده             | اعلان‌نشده              | ۲۹ مه ۲۰۱۴     | 1WAZ01   | ۳٫۱۵                            |
| ۳    | «Pecados del Padre»       | اعلان‌نشده             | اعلان‌نشده              | ۵ ژوئن ۲۰۱۴    | 1WAZ02   | ۲٫۸۶                            |
| ۴    | «Perros»                  | اعلان‌نشده             | اعلان‌نشده              | ۱۲ ژوئن ۲۰۱۴   | 1WAZ03   | ۲٫۷۰                            |
| ۵    | «Invierno Cayó»           | Allison Anders        | Cameron Litvack        | ۱۹ ژوئن ۲۰۱۴   | 1WAZ04   | 2.47                            |
| ۶    | «Entre Dos Tierras»       | Milan Cheylov         | Carolina Paiz          | ۲۶ ژوئن ۲۰۱۴   | 1WAZ05   | 2.41                            |
| ۷    | «Regreso del Infierno»    | Nelson McCormick      | Benjamin Daniel Lobato | ۳ ژوئیه ۲۰۱۴   | 1WAZ06   | 2.47                            |
| ۸    | «El Zorro y el Gallinero» | Félix Enríquez Alcalá | Christal Henry         | ۱۰ ژوئیه ۲۰۱۴  | 1WAZ07   | 2.34                            |
| ۹    | «Dia de Todos los Santos» | Christopher Misiano   | Mark Valadez           | ۱۷ ژوئیه ۲۰۱۴  | 1WAZ08   | 2.64                            |
| ۱۰   | «El Buey y el Alacrán»    | اعلان‌نشده             | اعلان‌نشده              | ۲۴ ژوئیه ۲۰۱۴  | 1WAZ09   | 2.40                            |
| ۱۱   | «La Luz Verde»            | اعلان‌نشده             | اعلان‌نشده              | ۳۱ ژوئیه ۲۰۱۴  | 1WAZ10   | ۲٫۲۷                            |
| ۱۲   | «Almadena»                | اعلان‌نشده             | اعلان‌نشده              | ۷ اوت ۲۰۱۴     | 1WAZ11   | ۲٫۰۱                            |
| ۱۳   | «Malandros»               | اعلان‌نشده             | اعلان‌نشده              | ۱۴ اوت ۲۰۱۴    | 1WAZ12   | ۲٫۳۶                            |